# Мазурин, Михаил Александрович
Михаи́л Алекса́ндрович Мазу́рин (8 августа 1916 года, д. Бараниха, Родниковский район, Ивановская область — 24 сентября 1982 года, Наволоки, Кинешемский район, Ивановская область) — Герой Советского Союза, командир орудия тяжёлого танка ИС-2 72-го гвардейского отдельного тяжёлого танковый Львовского Краснознамённого орденов Суворова, Кутузова, Богдана Хмельницкого и Александра Невского полка 10-го гвардейского Уральского добровольческого танкового корпуса 4-й танковой армии 1-го Украинского фронта, гвардии старшина. Герой Советского Союза.

## Биография
Михаил Мазурин родился 8 августа 1916 года в деревне Бараниха (в 1981 году прекратила существование) ныне Родниковский район Ивановской области в семье русского крестьянина.
Окончил 7 классов. Работал в колхозе, затем шофёром Родниковского торга.
Призван в Красную Армию в 1939 году и направлен в автобронетанковые войска. Участник Великой Отечественной войны с июня 1941 года. До 1943 года воевал на танке КВ, принимал участие в сражении на Курской дуге. В декабре 1943 года Мазурин получил в распоряжение танк ИС-2. Член ВКП(б)/КПСС с 1944 года.
В составе 72-го отдельного гвардейского тяжёлого танкового Львовского полка гвардии старшина Мазурин принял участие в боях в апреле 1944 года в районе прикарпатских городков Коломыя и Обертин. 20 апреля полк уничтожил 59 вражеских машин, а лицевой счёт экипажа Мазурина пополнился ещё четырьмя вражескими танками.
В тяжёлых боях на подступах к городу Львову у станции Перемышляне экипаж Мазурина выдержал бой с 12-ю немецкими танками. Умело маневрируя и ведя меткий огонь, танкисты поразили 7 вражеских машин, тем самым выполнив поставленную задачу по удержанию станции до подхода основных сил. В боях на львовских улицах гвардии старшина Мазурин добавил на свой боевой счёт ещё 3 танка и был награждён орденом Красной Звезды.
Особо отличился гвардеец-танкист в боях на территории Польши. На Висле в ожесточённом танковом бою уничтожил два вражеских танка. 13 февраля 1945 года танк гвардии старшины Мазурина находился в засаде у кирпичного завода севернее города Заган. Крупные силы немцев пытались выйти на переправу через реку Бобер (Бубр). Подпустив их на близкое расстояние, танкисты открыли уничтожающий огонь. Обнаружив советский танк, фашисты открыли огонь из противотанковых пушек. Мазурин был тяжело ранен, но продолжал вести огонь. Оставив на поле боя более двухсот трупов и несколько сожжённых машин и танков, немцы повернули назад. Мазурин был отправлен в тыл, а за героизм, проявленный в бою, был представлен к званию Героя Советского Союза.
После госпиталя старшина Мазурин вернулся в свой полк, в составе которого участвовал в штурме Берлина и в освобождения Праги. Всего за время войны танкист Мазурин уничтожил 21 вражеский танк, много орудий, автомашин, вражеской пехоты.
В конце 1945 года демобилизовался. Вернулся на родину, жил и работал в городе Наволоки Ивановской области.
24 сентября 1982 года Михаил Александрович Мазурин скончался. Похоронен на городском кладбище города Наволоки.

## Награды
- Указом Президиума Верховного Совета СССР от 10 апреля 1945 года за образцовое выполнение заданий командования и проявленные мужество и героизм в боях с немецко-фашистскими захватчиками гвардии старшине Михаилу Александровичу Мазурину присвоено звание Героя Советского Союза с вручением ордена Ленина и медали «Золотая Звезда» (№ 6005).
- Награждён орденами Отечественной войны 2 степени, Красной Звезды, медалями.